# IC 1006
IC 1006 је спирална галаксија у сазвјежђу Волар која се налази на листи објеката дубоког неба у Индекс каталогу.
Деклинација објекта је + 23° 47' 41" а ректасцензија 14h 22m 59,0s. Привидна величина (магнитуда) објекта IC 1006 износи 14,5 а фотографска магнитуда 15,3. IC 1006 је још познат и под ознакама MCG 4-34-23, CGCG 133-45, NPM1G +24.0353, KUG 1420+240, PGC 51378.